# Vyacheslav Zaytsev (basquetebol)
Vyacheslav Zaytsev (Leningrado, 28 de agosto de 1989) é um basquetebolista profissional russo que atualmente joga pelo BC Khimki. O atleta que possui 1,90m de altura, pesa 86 kg atua como armador e tem carreira profissional desde 2008.